# Йордан Митрев
Йордан Митрев е български лесовъд, създател на лесопарк „Хисарлъка“ край Кюстендил.

## Биография
Роден е на 7 август 1866 година в Кюстендил. Завършва Ломската педагогическа гимназия (1885) и Земеделското училище в Садово, след което и курсове по лесовъдство при френския експерт Феликс Луи-Мари Вожли.
През 1888 г. работи като горски инспектор в Ловешки, Ломски и Врачански окръг, а след 1890 г. – в Кюстендил. През пролетта на 1891 година стартира най-значимото си дело – залесяването на оголената от ерозията местност над Кюстендил, наречена Хисарлъка. До 1898 г. са засадени над 1200 дка борови култури, а пустеещата местност бавно се преобразява в красивата гора.
От 1898 г. до 1906 г. е заместник началник на Службата по горите към Министерството на финансите. През 1898 г. е назначен за горски инспектор във Велико Търново, а само година по-късно е отново началник в министерството.
Когато през пролетта на 1905 г. в Казанлък се открива първото в България Бюро за укрепяване на пороищата и залесяване Йордан Митрев е назначен за помощник на началника на бюрото – Феликс Луи-Мари Вожли. През пролетта на същата година от Саксония пристигат горски фиданки, с които започва първото залесяване на пустеещи места в Казанлъшко – около селата Шипка, Енина и Мъглиж, а също и в Трън, Брезник и Босилеград.
През 1913 година е назначен за главен инспектор по експлоатация на горите в тогавашното Министерство на земеделието, където работи до 1917 г., когато се пенсионира. Професионалният му път обаче продължава: няколко години по-късно по покана на Георги Кюркчиев, негов колега и земляк, Митрев е назначен за ръководител на Службата по укрепване на пороите – Кюстендил, като до 1931 г. отново се занимава с лесовъдство.
В лесопарк „Хисарлъка“ на бележития лесовъд е издигнат бюст-паметник от признателното кюстендилско гражданство.